# Detective Chinatown
Detective Chinatown (en chino: 唐人街探案) es una película china de comedia-misterio de estilo buddy film dirigida por Chen Sicheng y protagonizada por Wang Baoqiang y Liu Haoran. Fue estrenada en China el 31 de diciembre de 2015. Una secuela, titulada Detective Chinatown 2, fue estrenada en febrero de 2018.

## Sinopsis
Un joven viaja hasta Bangkok, donde su tío trabaja como detective. Su afición por los relatos de misterio será de gran ayuda para lograr resolver un difícil caso.

## Reparto
- Wang Baoqiang[5] como Ren Tang. (en chino: 唐仁)
- Liu Haoran[5] como Qin Feng. (en chino: 秦风)
- Tong Liya[5] como Xiang. (en chino: 阿香)
- Chen Él[5] como Huang Landeng. (en chino: 黄兰登)
- Xiao Yang[5] como Kon Tai. (en chino: 坤泰)
- Xiaoshenyang[5] como Bei Ge. (en chino: 北哥)
- Pan Yueming[5] como Lee. (en chino: 李)
- Marc Ma[5] como Tony. (en chino: 托尼)
- Zhang Zifeng[5] como Snow. (en chino: 斯诺)
- Zhao Yingjun[5] como Vietnamita. (en chino: 越南仔)

## Secuela
Una secuela titulada Detective Chinatown 2, también escrita y dirigida por Chen Sicheng, ambientada en la Chinatown de Nueva York, fue estrenada el 16 de febrero de 2018 durante el Año Nuevo chino de la temporada de vacaciones. Además de los dos protagonistas Wang Baoqiang y Liu Haoran repitiendo sus papeles, nuevos miembros del elenco de apoyo en Detective Chinatown 2 incluyen a Xiao Yang, Michael Pitt, Natasha Liu Bordizzo, Yuen Wah, y Satoshi Tsumabuki.